# Área de Conservação da Paisagem de Porkuni
A Área de Conservação da Paisagem de Porkuni é um parque natural localizado no condado de Lääne-Viru, na Estónia.
A área do parque natural é de 1152 hectares.
A área protegida foi fundada em 1978 para proteger os lagos cársticos e os eskeres Võhmetu-Lemküla-Porkuni. Em 2005, a área protegida foi designada para área de conservação paisagística.